# مایک فایست
مایکل دیوید فایست (انگلیسی: Michael David Faist؛ زادهٔ ۵ ژانویهٔ ۱۹۹۲) بازیگر آمریکایی است. او کار بازیگری خود را در سال ۲۰۱۱ با حضور در نمایش روزنامه‌فروش محصول دیزنی آغاز کرد و در نمایش برادوی آن (۲۰۱۲–۲۰۱۳) حضور یافت. او نقش برجستهٔ خود را در موزیکال برادوی ایون هنسن عزیز (۲۰۱۵–۲۰۱۸) به‌دست آورد و برای این نقش نامزد جایزه تونی شد.
در سال ۲۰۲۱، فایست در مجموعهٔ پنیک بازی کرد و نخستین نقش سینمایی مطرح خود را در موزیکال داستان وست سایدِ استیون اسپیلبرگ ایفا کرد که برای آن تحسین منتقدان و نامزدی جایزه بفتای بهترین بازیگر نقش مکمل مرد را دریافت کرد. او از آن زمان در فیلم‌های موتورسواران (۲۰۲۳) و چلنجرز (۲۰۲۴) به ایفای نقش پرداخت.